# Павлов, Юрий Александрович (учёный)
Юрий Александрович Павлов (годы жизни пока не установлены, приблизительно 1920—1990) — советский учёный в области металлургии, доктор технических наук, профессор, лауреат Сталинской премии 1952 года.
С 1940-х годов до 1987 года работал в Московском институте стали (с 1962 года — Московский институт стали и сплавов (МИСиС)): ассистент, старший преподаватель, доцент, профессор. Преподавал и вёл научную деятельность на кафедрах электрометаллургии и высокотемпературных материалов.
В 1952 году в составе авторского коллектива присуждена Сталинская премия за учебник «Производство ферросплавов».
В 1962 году защитил докторскую диссертацию:
- Исследование начальных стадий взаимодействия окислов металлов с углеродом : диссертация … доктора технических наук : 05.00.00. — Москва, 1962. — 160 с. : ил.

Соавтор научного открытия «Закономерность пирометаллургического восстановления элементов из оксидов».
Формула открытия: «Экспериментально установлена неизвестная ранее закономерность пирометаллургического восстановления элементов из оксидов, заключающаяся в одновременном изменении типа проводимости оксидов (от примесной к собственной) и их реакционной способности, обусловленная повышением концентрации свободных электронов в кристаллической решетке оксидов-полупроводников». Авторы: В. П. Елютин, А. В. Манухин, Ю. А. Павлов. Номер открытия и дата приоритета: № 303 от 27 октября 1967 г.
Постоянный соавтор Вячеслава Петровича Елютина — министра высшего образования СССР (1954—1985).
Сочинения:
- Высокотемпературные материалы [Текст] : [Учебник для вузов по специальности «Металлургия цвет. металлов»] / В. П. Елютин, Ю. А. Павлов. — Москва : Металлургия, 1972-. — 21 см.
- Взаимодействие окислов металлов с углеродом : научное издание / Елютин, Вячеслав Петрович — Павлов, Юрий Александрович — Поляков, Владимир Прокофьевич — Шеболдаев, Сергей Борисович. — М. : Металлургия, 1976. — 359 с.
- Производство ферросплавов = Ферросплавы [Текст] : (Электрометаллургия, ч. 2) : [Учебник для студентов высш. учеб. заведений специальности «Металлургия черных металлов»] / В. П. Елютин, Ю. А. Павлов, Б. Е. Левин. — Москва : Металлургиздат, 1951. — 496 с.; 1 л. табл. : ил., табл.; 23 см.
- Ферросилиций [Текст] : Учеб. пособие / В. П. Елютин, Ю. А. Павлов, Б. Е. Левин ; Моск. ордена Труд. красного знамени ин-т стали им. И. В. Сталина. Кафедра электрометаллургии. — Москва : тип. и стеклография Моск. ордена Труд. красного знамени ин-та стали им. Сталина, 1947. — 85 с., 7 л. черт. : черт.; 29 см.
- Елютин Вячеслав Петрович Павлов Юрий Александрович Левин Борис Ейлевич Алексеев Евгений Михайлович. Производство ферросплавов: электрометаллургия. Гос. научно-техн. изд-во лит-ры по черной и цветной металлургии, 1957 — Всего страниц: 436.
- Использование отходов молибденовых концентратов Тырны-Аузского месторождения : Отчет по НИР / В. П. Елютин, Р. Н. Григораш, Ю. А. Павлов . — М. : [МИСиС], 1948 . — 83 с. : ил. — (МИСиС).
- Титан и его сплавы : Отчет о НИР / В. П. Елютин, Ю. А. Павлов . — М. : [МИСиС], 1953 . — 232 с. : ил., табл.
- Измерение вязкости жидкой окиси алюминия и исследование ее взаимодействия с некоторыми восстановителями / В. П. Елютин, Ю. А. Павлов, Б. С. Митин . — М. : [МИСиС], 1967 . — 95 с. : ил., табл. — (МИСиС. Каф. высокотемператур. материалов).
- Изучение механизма и кинетики процессов получения монокристаллов и высокопрочных поликристаллов на основе алмаза и плотных форм нитрида бора : Шифр работы 373002 / В. П. Елютин, Ю. А. Павлов . — М. : [МИСиС], 1981 . — 55 с.
- Изучение механизма и кинетики процессов получения монокристаллов и высокопрочных поликристаллов на основе алмаза и плотных форм нитрида бора : Этапы 2-4, 2-5, 2-6. Шифр работы 373002 / В. П. Елютин, Ю. А. Павлов . — 1982 . — 51 с.
- Исследование жаростойкости сплавов титан-ниобий / В. П. Елютин, Ю. А. Павлов . — М. : [МИСиС], 1952 . — 27 с. : ил. — (МИС. Инв. N 108).
- Процессы получения тугоплавких металлов и материалов : Лабораторный практикум для студ. / В. С. Челноков, В. Ф. Мелехин, А. Ю. Афанасьев, Ю. А. Павлов . — М. : Учеба, 1982 .
- Высокотемпературные материалы : учеб. пособие для вузов / Елютин В. П., Павлов Ю. А. — М. : Металлургия, 1972. Ч. 1 : Физико-химические основы получения тугоплавких материалов. — 1972. — 263 с. : ил. Ч.2 : Получение и физико-химические свойства высокотемпературных материалов. — с. : черт. — Библиогр.: с.462-464
- Процессы получения тугоплавких металлов и материалов : Курс лекций для студентов спец. 0405 / Ю. А. Павлов, В. С. Челноков, А. В. Манухин; Под ред. Ю. А. Павлова. — Москва : МИСИС, 1982. — 74 с. : ил.; 20 см.